# Croda dei Toni
La Croda dei Toni o Cima Dodici (Zwölferkofel in tedesco) è una montagna delle Dolomiti orientali (Dolomiti di Sesto), alta 3.094 m s.l.m., situata tra Trentino-Alto Adige e Veneto. Assieme alle altre cime dolomitiche, va a costituire la meridiana di Sesto.

## Descrizione

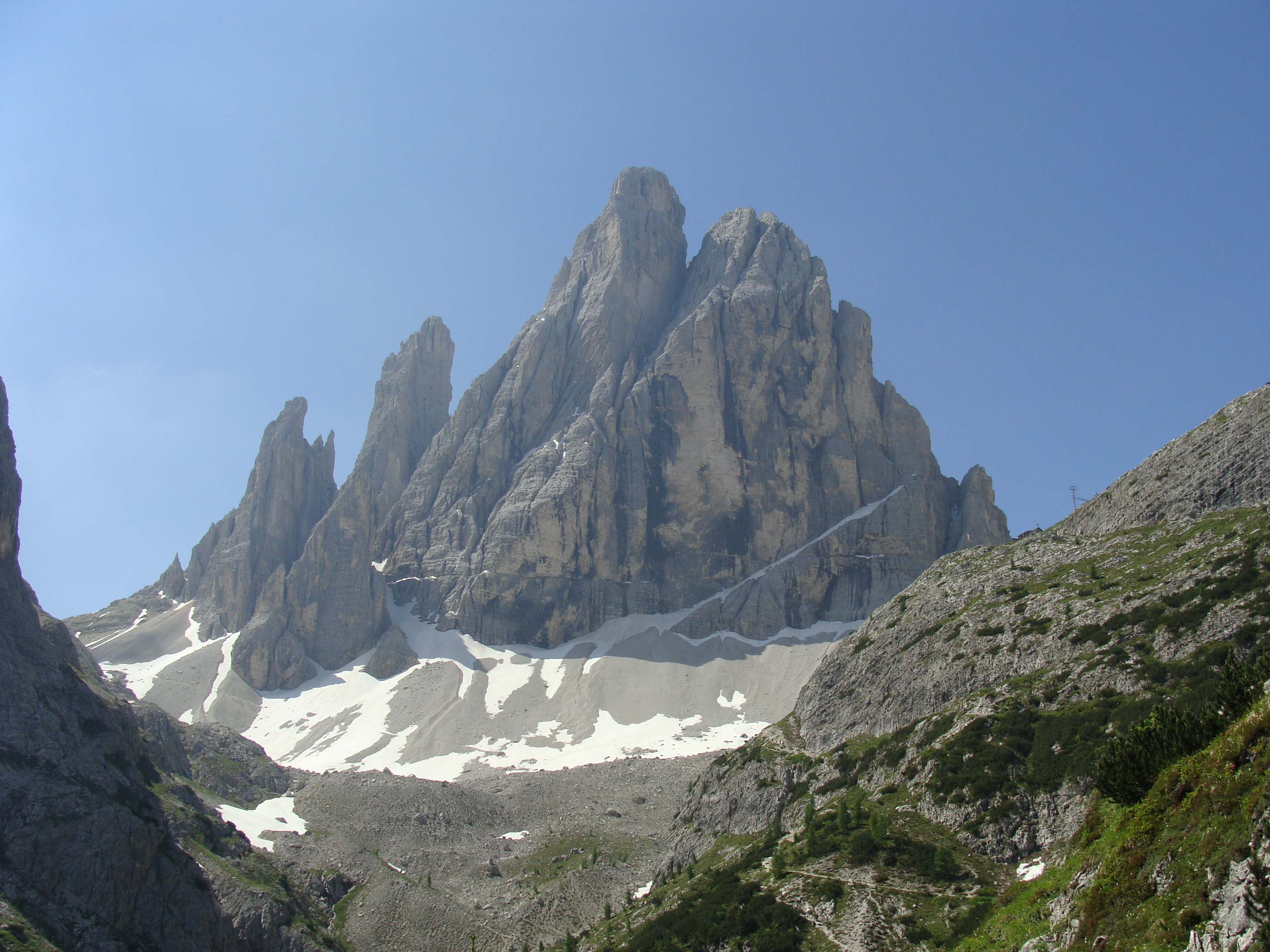
Meridiana di Sesto (Dolomiti di Sesto), Cima Dodici

È una montagna molto complessa e costituita da diverse elevazioni: la Croda dei Toni vera e propria, punto culminante a 3.094 m, che è la seconda punta da nord; l'antecima nord che domina il Rifugio Zsigmondy-Comici con una vasta parete strapiombante (3.011 m); la Croda Antonio Berti o cima centrale (3.029 m), separata dalla cima principale dalla forcella Alta della Croda; la cima Sud (2.945 m); la Cima d'Auronzo, pilastro meridionale della croda (2.914 m); i satelliti della Cima d'Auronzo: Torre Carducci, cima Witzenmann, campanile Vicenza e punta Maria (ramo sud-est). 
A nord-est, alla cima principale si attaccano la Piccola Croda dei Toni (2.917 m) e la Piccolissima (2.718 m) con le torri delle Dame Vicentine. La Croda dei Toni è il culmine del piccolo omonimo sottogruppo compreso tra val Giralba Alta, val Gravasecca, val Marden e val Cengia a sud, val Fiscalina a nord. Il gruppo è attraversato dall'alta via n. 5 detta del Tiziano e nel versante meridionale dalla via ferrata Severino Casara che collega il Rifugio Carducci con la Forcella dei Toni.

## Alpinismo
La prima ascensione alla Croda dei Toni fu compiuta nel 1874 dalle guide Michael Innerkofler e suo fratello Johann, tramite un canalone ghiacciato che scende ad ovest dalla forcella Alta, itinerario abbandonato in seguito all'apertura della via delle Rocce, da parte di J. Reichl, M. Simon e gli stessi Innerkofler nel 1887, lungo un canalone e delle cenge a sinistra del canalone. Qualche giorno dopo Fritz Drasch scalò da solo le rocce che fiancheggiano immediatamente a sinistra il canalone, aprendo un itinerario ancora oggi apprezzato e ripetuto.
La croda Antonio Berti fu invece conquistata attraverso la gigantesca parete est da Georg Winkler e R. H. Schmitt appena un mese prima delle ascensioni citate. Nel 1889 ancora il solitario Fritz Drasch conquistò anche la Piccola Croda dei Toni e nel decennio successivo furono esplorati sistematicamente anche gli altri versanti: nel '90 Helversen e compagni salirono il versante est della cima principale, nel '97 la parete a sinistra del grande spigolo nord, nel '96 fu conquistata anche la Piccolissima Croda dei Toni da Glanvell e Domenigg.
Nel 1901 fu infine conquistata anche la Cima d'Auronzo dalle baronesse von Eötvös con le guide A. Dimai e Verzi, poi nel 1910 arrivò il turno della grande guida Angelo Dibona con i fratelli Guido e Max Mayer e la guida Luigi Rizzi, che scalarono la parete est della Cima sud aprendovi un lungo e difficile itinerario. La prima guerra mondiale bloccò fino agli anni '20 l'esplorazione della montagna. Negli anni 1925-27 vi furono tre salite esplorative: la prima di Meneghello e Sartori alla parete sud della Piccola Croda dei Toni, la seconda di Kahr e Goriupp allo spigolo nord della Piccolissima.
Gli anni trenta videro poi il vero boom delle arrampicate estreme sulla croda: nel 1930 Emilio Comici con G.B. Fabjan e P. Slocovich salirono la parete ovest della croda Antonio Berti inaugurando l'era del VI grado anche su questa montagna. Nel 1932 Matthias Auckenthaler e H. Buratti salirono la nord della Piccola Croda dei Toni tramite un difficilissimo itinerario di VI, negli stessi giorni anche i fratelli Schranzhofer salirono il poderoso spigolo nord della cima principale aprendo una grandiosa via dolomitica di VI. Nel 1931 Ettore Castiglioni scalò con Vitale Bramani lo spigolo nord della Croda Berti, nel 1935 di nuovo gli Schranzhofer aprirono un nuovo ed estremo itinerario di VI sulla strapiombante parete dell'antecima nord, O. Faccio e F. Rizzi scalarono lo spigolo nord-est della cima sud nel 1937 e nello stesso anno nuovamente Emilio Comici con Severino Casara scalò la strapiombante parete sud della Cima d'Auronzo compiendo uno dei suoi capolavori e la via più ardua della Croda dei Toni fino a quel momento.
Gli anni quaranta, durante le prime fasi del secondo conflitto mondiale, videro in azione nuovamente Castiglioni con Saverio Tutino e Gino Pisoni, che aprirono diverse vie nel circondario, la più importante tra tutte il pilastro est della croda Antonio Berti, ardua via di VI grado. Passata la guerra, l'interesse per la Croda dei Toni è andato via via spegnendosi: la salita della diretta nord di G. Del Vecchio e M. Mauri nel 1947 all'antecima, la prima salita della fessura nord sulla stessa parete nel 1966 di Alziro Molin, R. Corte-Coi e A. Pandolfo, la via di Georges Livanos con la moglie Genevieve "Sonia" e Marino Stenico nel 1970 e la via di Franco Miotto e Richard Goedecke del 1982 al pilastro est della Croda Berti, accanto alla via Castiglioni.

## Ascensioni
La Croda dei Toni è una vetta poco frequentata ai nostri giorni, complice la vicinanza delle Tre Cime di Lavaredo, i lunghi e scomodi accessi e l'ancor più lungo e difficile rientro per la via normale. Gli itinerari più frequentati sono:
Via normale
Per accedere alla vetta, si può percorrere la via normale, superando un dislivello di 550 metri dalla sua base. La via ha uno sviluppo di 1.100 metri, e presenta difficoltà AD+ / D-, che può raggiungere un massimo del grado IV+, sulle varianti; si sviluppa lungo le cenge tra la gola che scende dall'antecima e il canalone ghiacciato, con percorso tortuoso alla ricerca dei punti deboli del muro. Per arrivare alla vetta sono comunque necessarie 5-6 ore di arrampicata dalla base del massiccio.
Via Drasch
È una variante alla via normale che percorre le rocce a sinistra del canalone ghiacciato, accorciando notevolmente la via normale. È un itinerario frequentato che prevede 550 m di sviluppo e passaggi di IV su rocce però spesso ghiacciate. L'attacco e l'uscita sono in comune con la via normale.
Spigolo Nord
È una grande via dolomitica, che supera un dislivello di 750 m, dapprima lungo un grande camino che solca la parete nord, poi attraverso gli strapiombi dello spigolo vero e proprio. Attualmente la difficoltà è stimata in VI e A1, concentrata negli ultimi 200 m, degli strapiombi, valutata complessivamente ED, visto anche il lungo e difficile rientro.
Via Castiglioni -Tutino alla cima principale
Si tratta di un itinerario di media difficoltà che percorre la parete est alla ricerca dei punti più vulnerabili, con un dislivello di 700 m e difficoltà di IV+. Il punto d'appoggio per le scalate di questo versante è il Rifugio Carducci.
Via Comici-Casara a Cima D'Auronzo
L'itinerario supera centralmente la parete sud, dapprima tramite una fessura obliqua, poi per dei diedri vince direttamente i grandi tetti che chiudono la porzione superiore del muro. si tratta di una via impegnativa con difficoltà continue di VI grado, su roccia in parte friabile e , sebbene meno frequentata di altre vie di Comici, è tutt'oggi apprezzata. 
Via Molin-Corte-Pandolfo
Itinerario sulla parete nord all'anticima nord-ovest "via diretta", VI/A 2,500 HM, 3.094 m. La prima salita della fessura nord sulla stessa parete fu eseguita da A. Molin, R. Corte-Coi e A. Pandolfo, 500 m - ED inf, impiegando 30 ore di arrampicata effettiva, tra il 21 ed il 23 luglio 1968.

## Punti d'appoggio
- Rifugio Carducci, 2.297 m
- Rifugio Zsigmondy-Comici, 2.224 m
- Rifugio Pian di Cengia, 2.528 m
- Rifugio Lavaredo, 2.344 m
- Rifugio Auronzo, 2.320 m

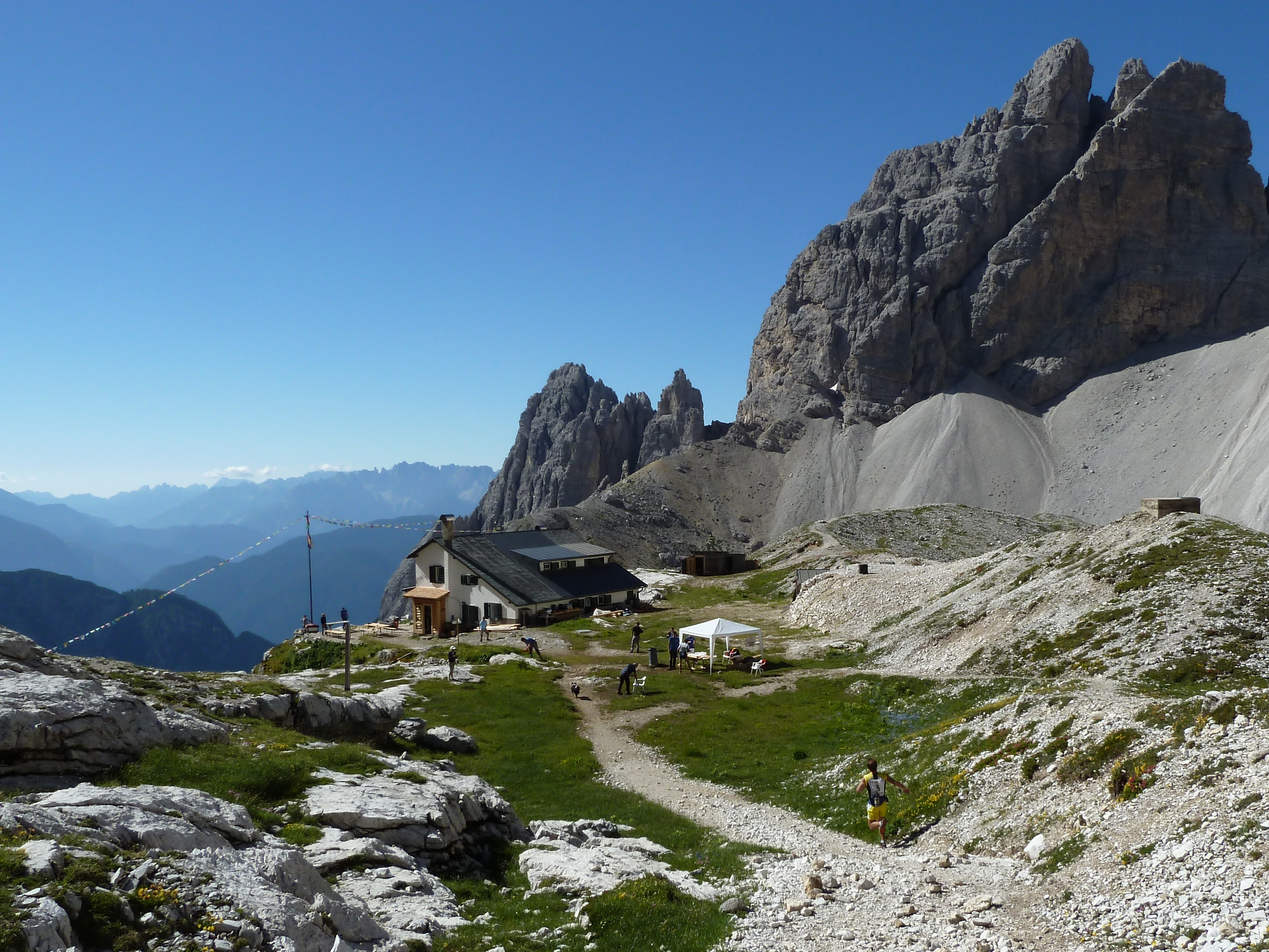
Rifugio Carducci

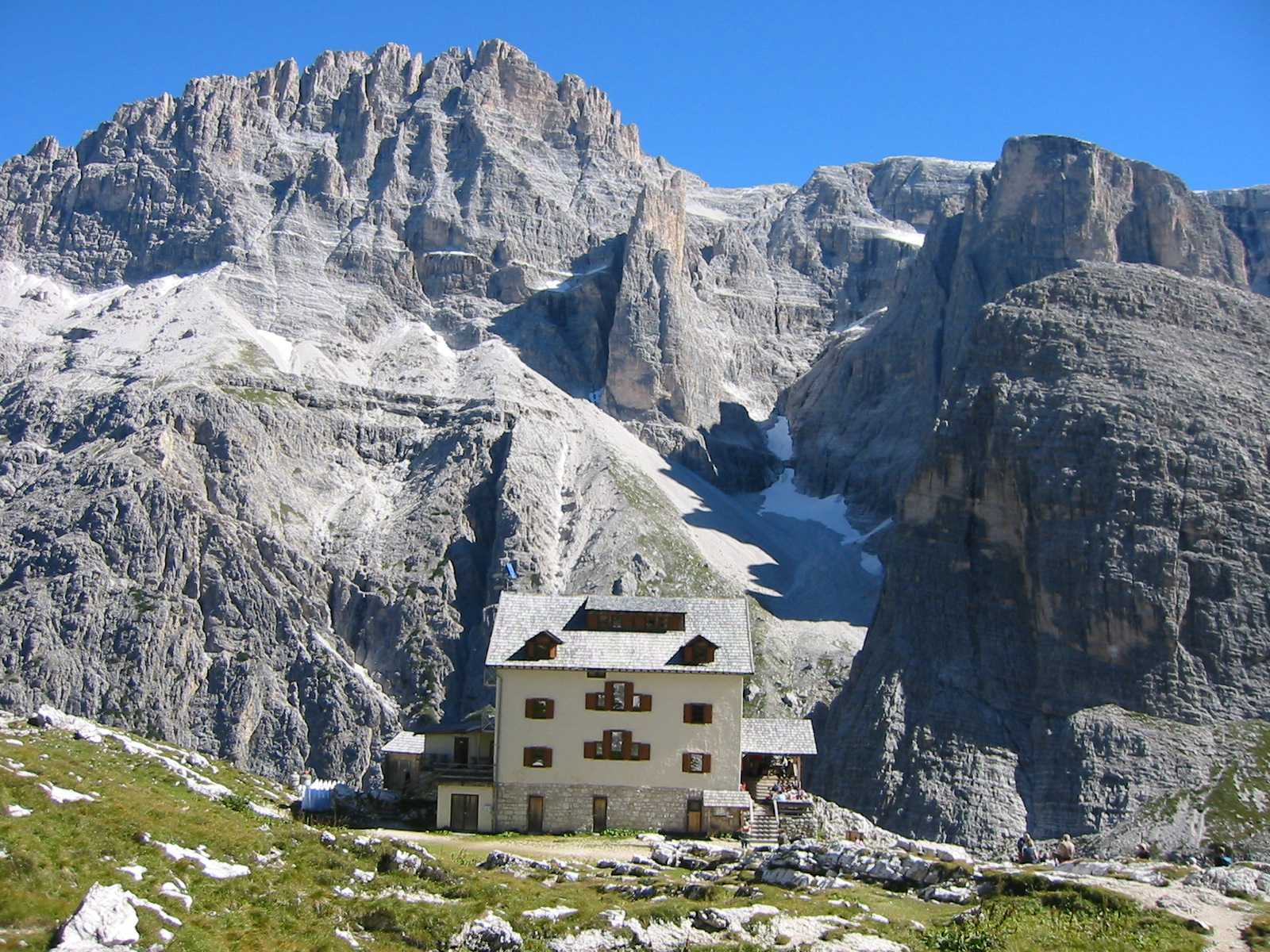
Rifugio Zsigmondy-Comici

- Rifugio Antonio Locatelli, 2.438 m